# Waterfall Bluff
La Waterfall bluff est une falaise de la province du Cap-Oriental, en Afrique du Sud. Elle comprend l'une des rares chutes d'eau au monde à se jeter directement dans la mer près de Cathedral Rock. Il y a beaucoup de cascades[Passage contradictoire] dans cette zone qui se jettent directement dans l'océan Indien[source insuffisante].